# Euphorbia poissonii
Euphorbia poissonii är en törelväxtart som beskrevs av Ferdinand Albin Pax. Euphorbia poissonii ingår i släktet törlar, och familjen törelväxter. Inga underarter finns listade i Catalogue of Life.

## Bildgalleri

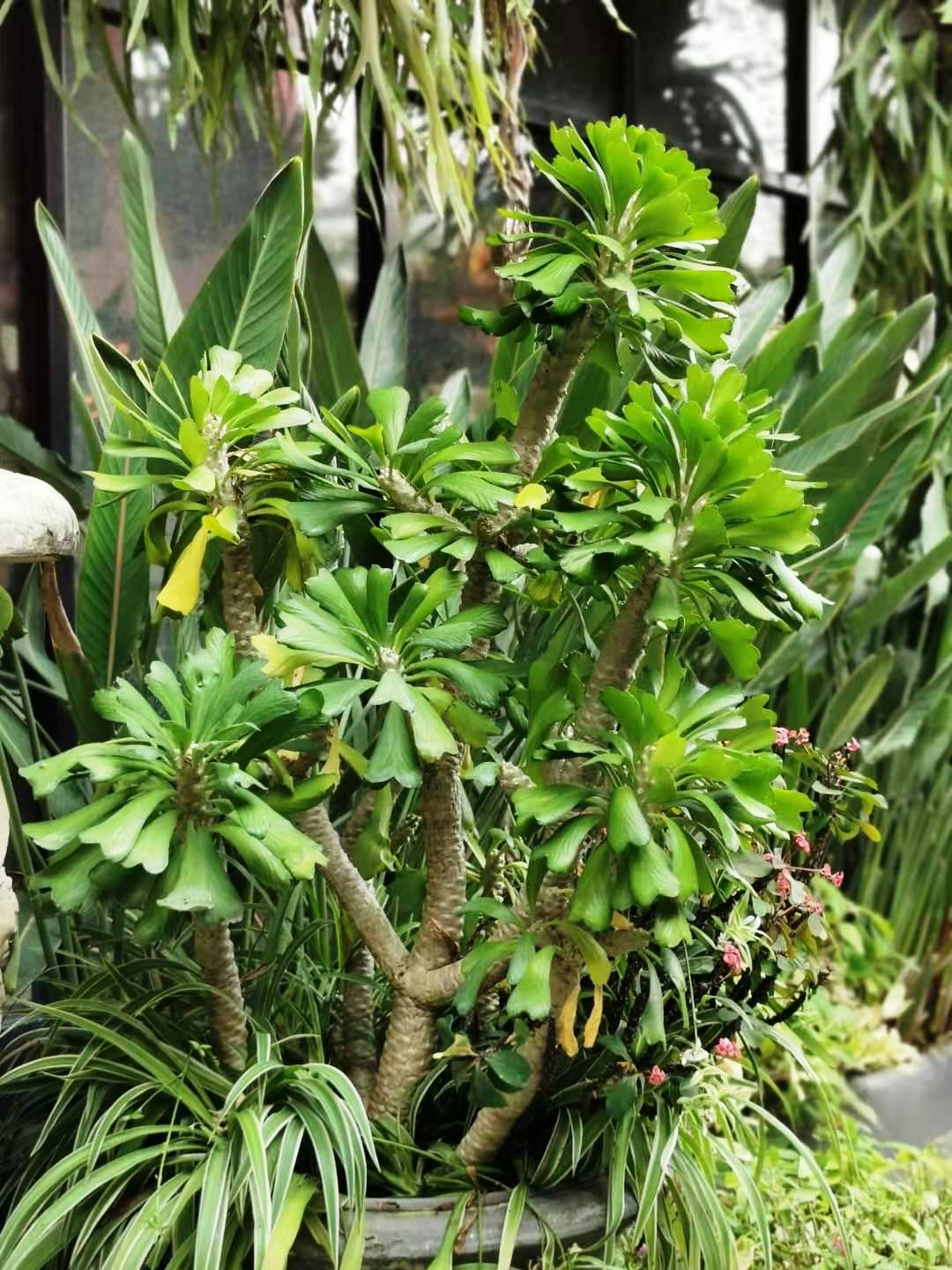
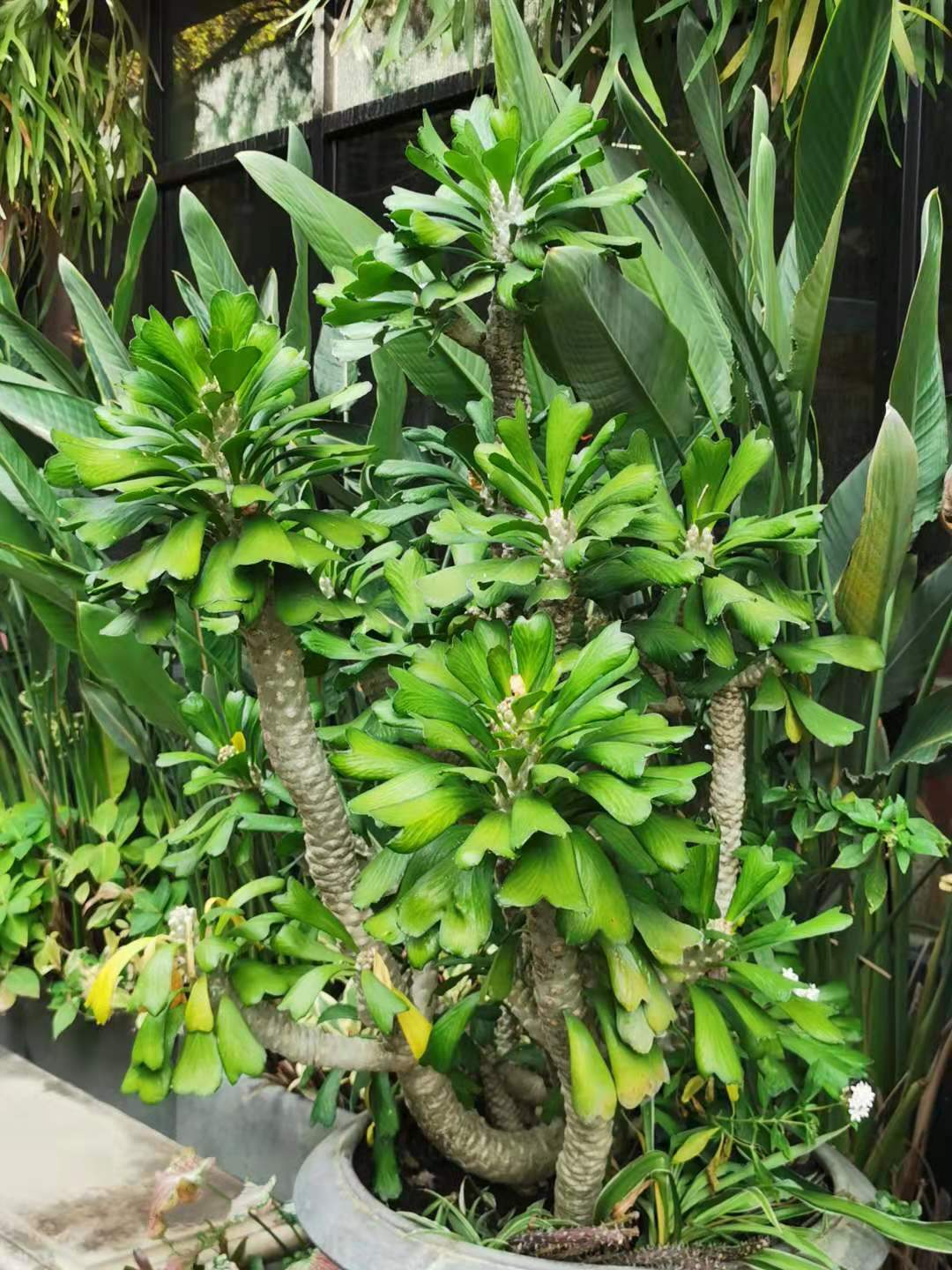
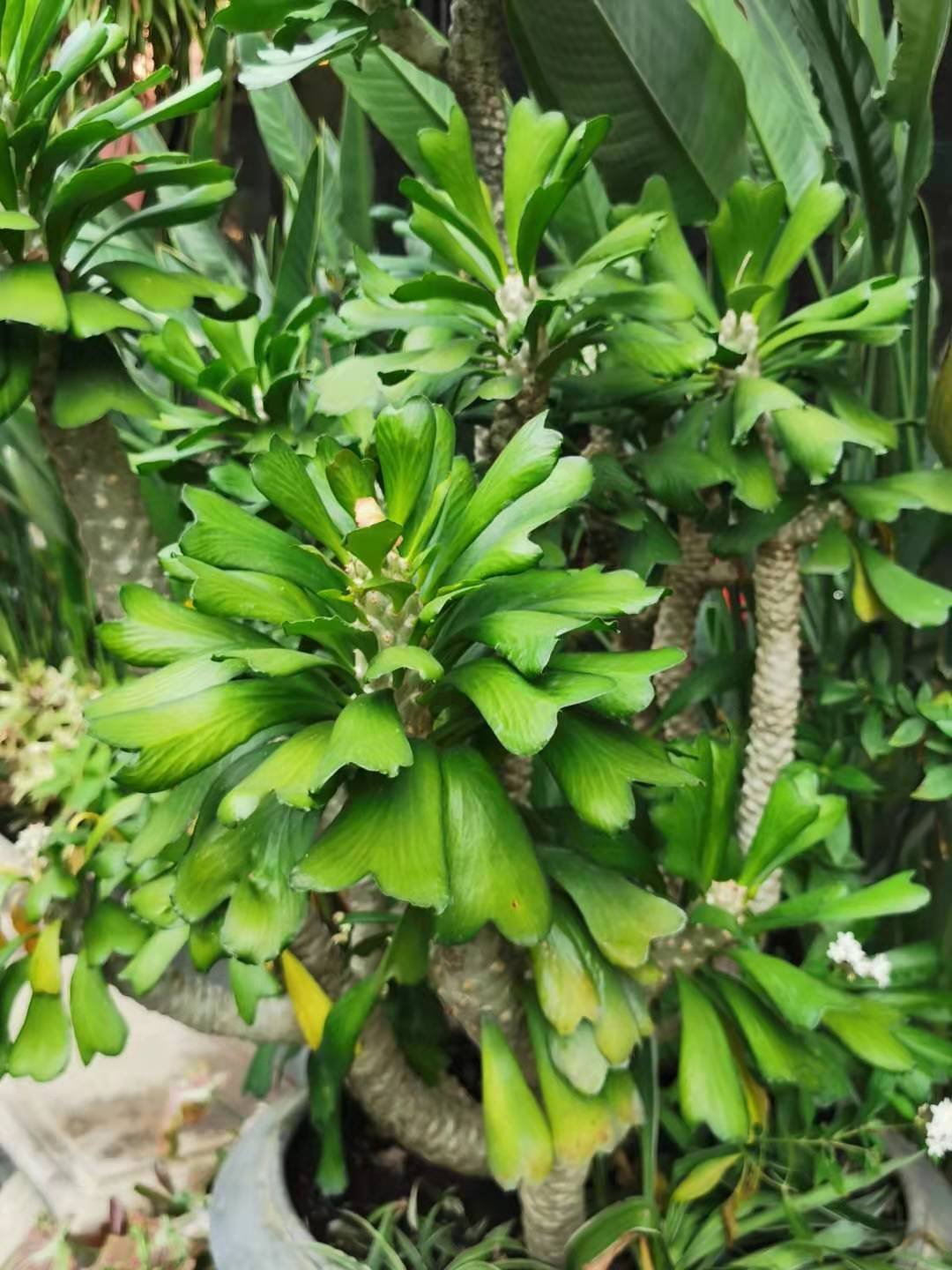
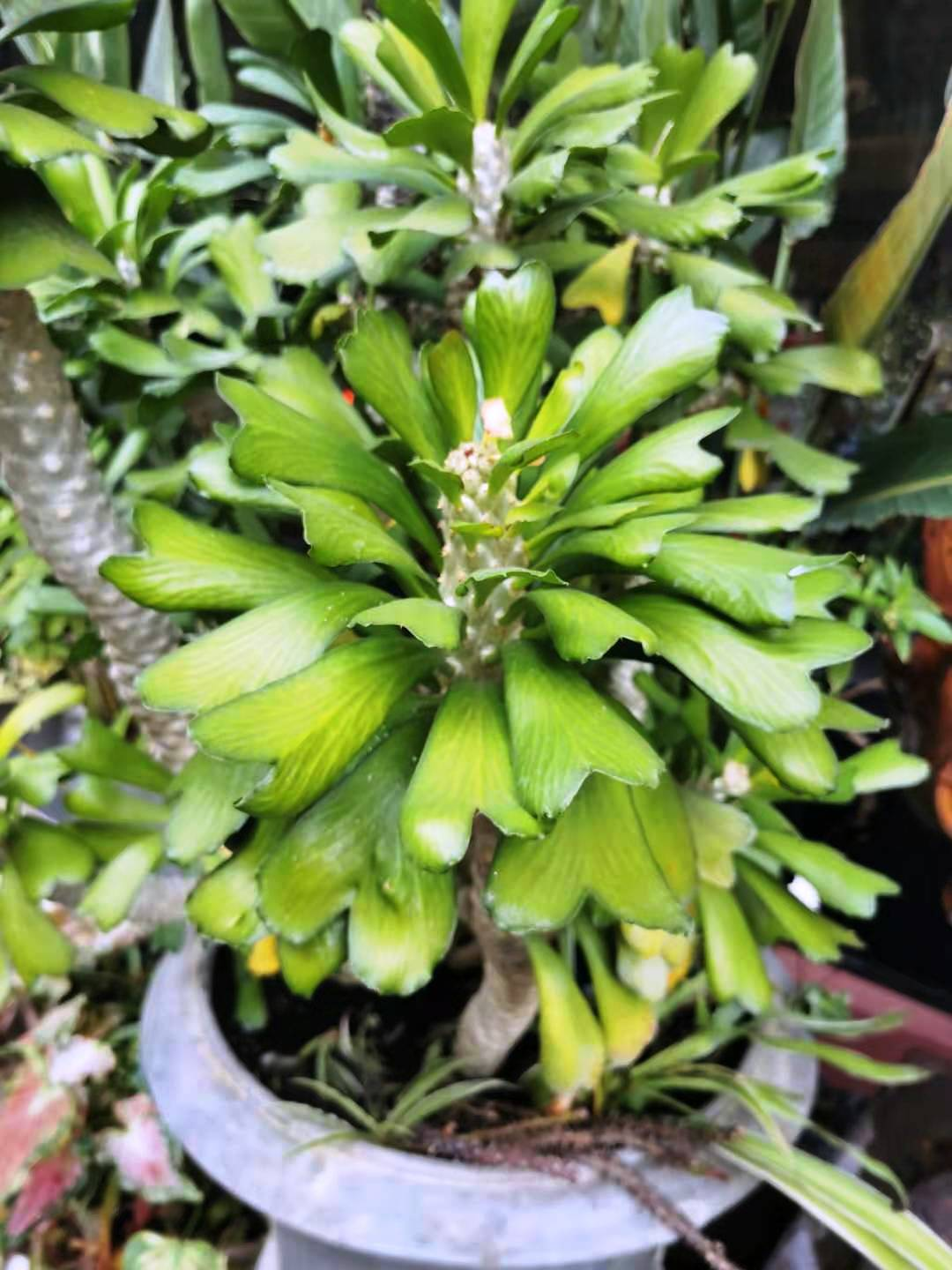
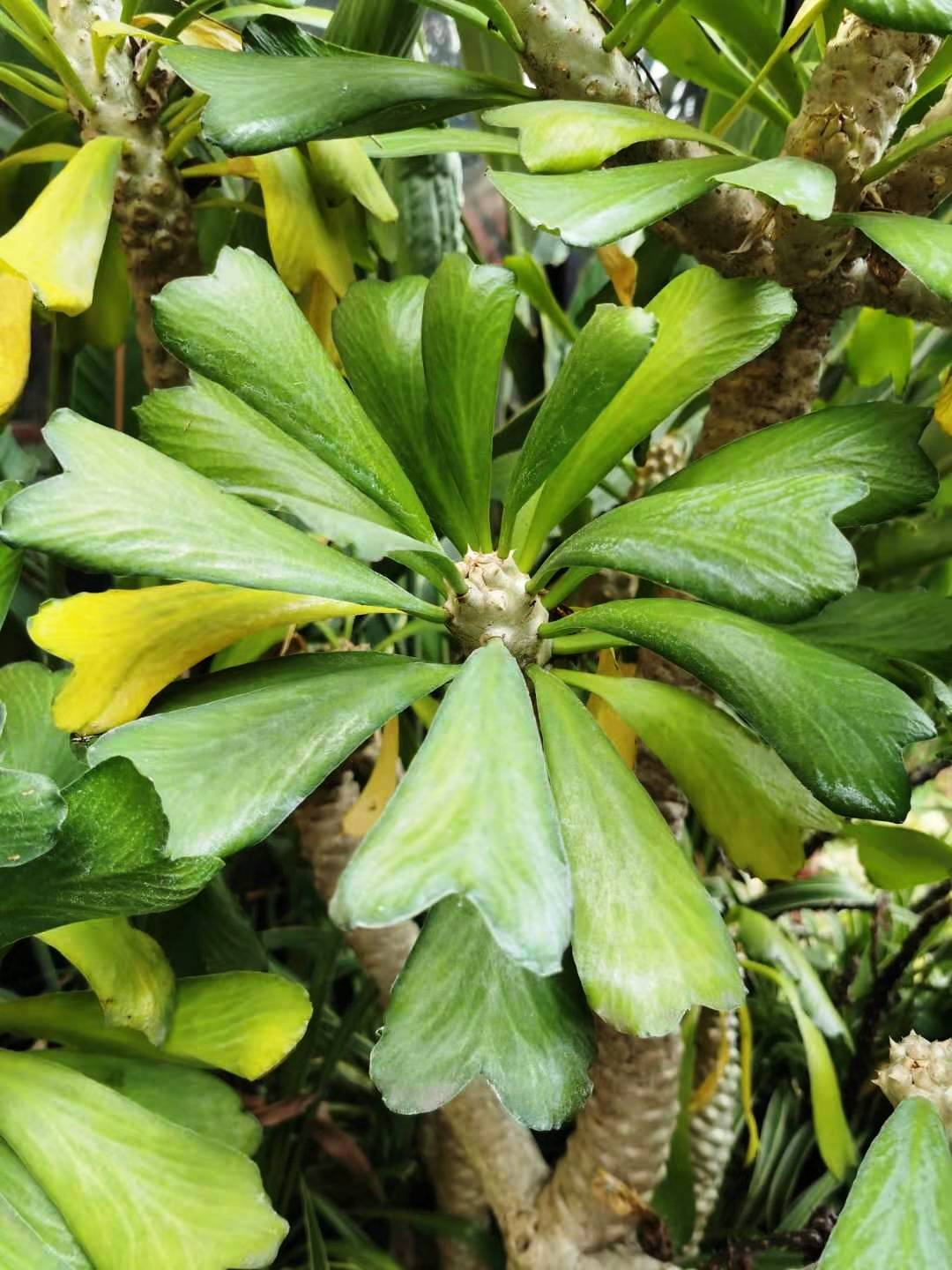
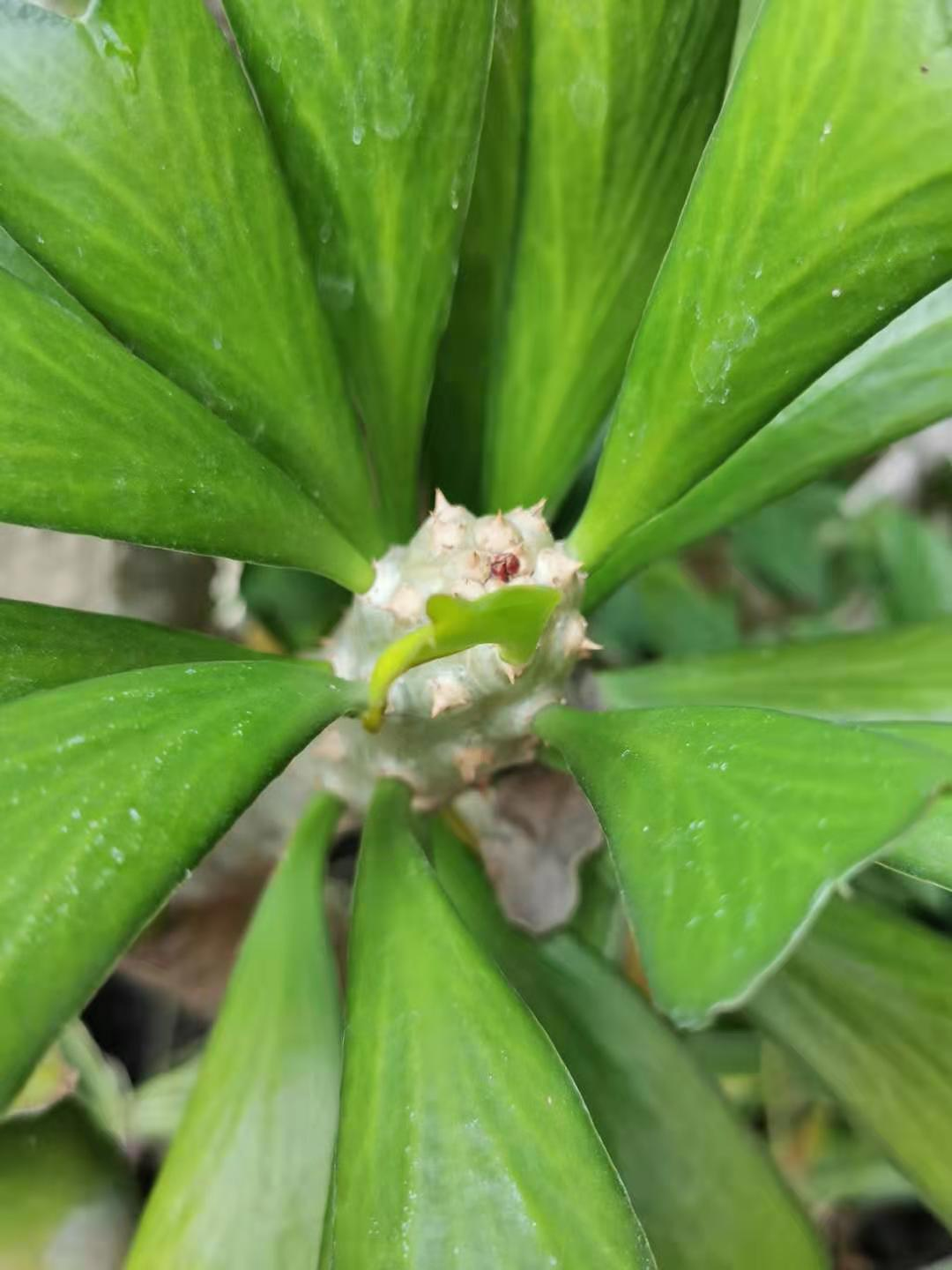